# Hypanthidium fabricianum
Hypanthidium fabricianum là một loài Hymenoptera trong họ Megachilidae. Loài này được Moure mô tả khoa học năm 1960.